# Marina Satti
Marina Satti (gr. Μαρίνα Σάττι, ur. 26 grudnia 1986 w Atenach) – grecka piosenkarka, aktorka filmowa i teatralna pochodzenia sudańskiego. Reprezentantka Grecji w 68. Konkursie Piosenki Eurowizji (2024).

## Życiorys
Urodziła się w Atenach a wychowała w Heraklionie na Krecie. Jej ojciec – lekarz – pochodzi z Sudanu, a matka – inżynier chemik – jest Greczynką z Krety. W 2004 rozpoczęła studia architektoniczne na Politechnice Narodowej w Atenach, jednak ich nie ukończyła. W 2008 roku otrzymała certyfikat pianistyki klasycznej i zaawansowanych teorii muzyki, a także dyplom śpiewu klasycznego, uzyskując przy tym ocenę celującą i zdobywając pierwszą nagrodę przy wsparciu trenera wokalnego Panosa Dimasa. W 2011 ukończyła Berklee College of Music.
Dorastała słuchając utworów greckich i arabskich. Inspirowała się także m.in. Björk, Moderatem i berlińską sceną muzyki elektronicznej. Współpracowała z artystami takimi jak m.in. Bobby McFerrin, Paco de Lucía, Wayne Shorter, Danilo Pérez, Nikos Mamangakis i Nikos Kypurgos. W swojej twórczości muzycznej łączy grecki styl rebetiko i tradycyjną polifonię z elementami tradycyjnej muzyki arabskiej.
Jako aktorka współpracowała z instytucjami publicznymi takimi jak Grecki Teatr Narodowy, Grecka Opera Narodowa oraz Festiwal Athinon. Grała wiodącą rolę w sztukach teatralnych, takich jak Once, Erotokritos, West Side Story, Shrek the Musical i Skrzypek na dachu. W 2008 zagrała w serialach G4 i Steps. Użyczyła swojego głosu w greckojęzycznej wersji filmu animowanego Vaiana: Skarb oceanu.
W 2016 stworzyła „Fonέs”, grecką żeńską grupę polifoniczną, która towarzyszy jej podczas koncertów, a w następnym roku „Chórεs”, żeński chór złożony z 50 kobiet w różnym wieku. Występowała m.in. na festiwalach WOMEX, Eurosonic Noorderslag, TransMusicales i Colours of Ostrava.
Latem 2017 Satti wydała singiel „Mantissa”, który przyniósł jej znaczną popularność. Tekst piosenki, którą okrzyknięto mianem utworu lata, wychodził naprzeciw powszechnemu pesymizmowi panującemu wówczas w trapionej kryzysem gospodarczym Grecji, który dotknął zwłaszcza kobiety. Teledysk do utworu został nakręcony na ulicach Aten, w części uważanej za niebezpieczną, zamieszkałej przez imigrantów z Pakistanu i krajów arabskich. Zagrały w nim przyjaciółki i sąsiadki Mariny, niebędące profesjonalnymi aktorkami. Został on otworzony ponad 40 mln razy na platformie internetowej YouTube. Singel był notowany na pierwszych miejscach list przebojów w Grecji, Bułgarii i Rumunii. Sukces piosenki, popularnej zwłaszcza wśród młodych Greków, doprowadził ją do podpisania umowy z wydawnictwem Universal Music Berlin.

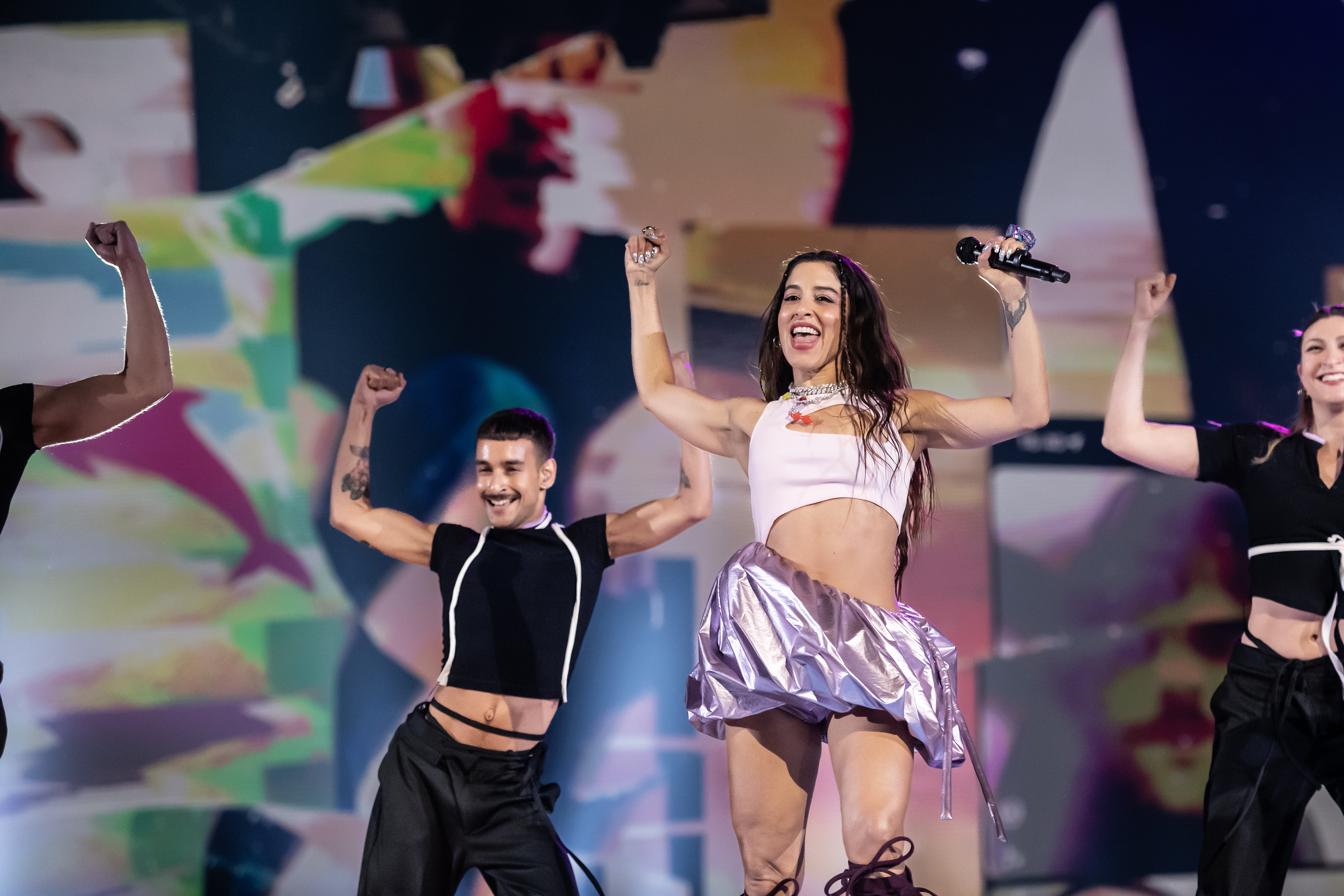
Satti w trakcie swojego występu podczas próby kostiumowej drugiego półfinału 68. Konkursu Piosenki Eurowizji (2024)

24 października 2023 grecki nadawca publiczny Ellinikí Radiofonía Tileórasi (ERT) ogłosił, że Satti będzie reprezentować Grecję w 68. Konkursie Piosenki Eurowizji w Malmö. 7 marca 2024 wydała teledysk do konkursowego utworu „Zari”. Piosenka została zaprezentowana podczas drugiego półfinału i awansowała do finału. Podczas finału utwór został zaprezentowany jako dwunasty z kolei i zajął 11. miejsce zdobywszy 126 punktów, w tym 41 pkt od jury (14. miejsce) i 85 punktów od widzów (8. miejsce). Kilka dni po konkursie wydała EP-kę P.O.P.. W kwietniu 2025 wydała album Pop Too.

## Dyskografia

### Single
- „Koupes” („Κούπες”, 2016)
- „Nifada” („Νιφάδα”, 2017)
- „Mantissa” („Μάντισσα”, 2017) – dotarł do 1. miejsca na oficjalnej greckiej liście sprzedaży
- „Tucutum” (2023)
- „Zari” („Ζάρι”, 2024)[11] – dotarł do 1. miejsca na oficjalnej greckiej liście sprzedaży
- „Lalalala” (2024) – dotarł do 1. miejsca na oficjalnej greckiej liście sprzedaży
- „Anatoli” („Ανατολή”, 2024) – dotarł do 4. miejsca na oficjalnej greckiej liście sprzedaży
- „Epano sto trapezi” („Επάνω στο τραπέζι”, 2025) – dotarł do 6. miejsca na oficjalnej greckiej liście sprzedaży
- „Ela ela” („Έλα ελά”, 2025) – dotarł do 3. miejsca na oficjalnej greckiej liście sprzedaży
- „Lola” (2025) – dotarł do 4. miejsca na oficjalnej greckiej liście sprzedaży

## Filmografia

### Telewizja
- Γ4 (G4, 2008)
- Steps (2008)

### Dubbing
- Vaiana: Skarb oceanu (wersja greckojęzyczna)